# Dreamz Unlimited
Dreamz Unlimited – wytwórnia filmowa założona w 1999 roku przez Shaha Rukh Khana, Juhie Chawlę i Aziza Mirzę. Pierwsze dwa filmy,  Phir Bhi Dil Hai Hindustani(2000) i Aśoka Wielki (2001) okazały się porażką budżetową. Dopiero trzeci film Chalte Chalte(2003) zagwarantował sukces wytwórni.

## Produkcja filmów
| Rok  | Film                        |
| ---- | --------------------------- |
| 2000 | Phir Bhi Dil Hai Hindustani |
| 2001 | Aśoka Wielki                |
| 2003 | Chalte Chalte               |